# Kurt Nesselmann
Kurt Nesselmann (* 2. März 1896 in Bromberg, Westpreußen; † 11. Januar 1975 in Schwenningen am Neckar) war ein deutscher Ingenieur und Hochschullehrer. Er war ein Fachmann für Thermodynamik und Kältetechnik.

## Leben
Kurt Nesselmann war der Sohn eines Reichsbankdirektors. Nach dem Abitur in Danzig studierte er an der dortigen Technischen Hochschule (TH) Elektrotechnik und schloss diesen Studiengang im Jahr 1922 mit dem Diplom ab. Im November des darauffolgenden Jahres promovierte er zum Doktoringenieur. Als Assistent am Maschinenlaboratorium der TH Danzig von 1922 bis 1924 war er Mitarbeiter von Rudolf Plank, danach war er bis 1928 in der Forschungsabteilung von Siemens beschäftigt. Im Anschluss war Nesselmann bis 1930 in der Entwicklungsabteilung der  Firma Hoover in Ohio tätig. Nach seiner Rückkehr nach Deutschland übernahm er die Leitung der Entwicklungsabteilung für Kleinkältemaschinen der Siemens-Schuckertwerke in Berlin. Im Mai 1941 wurde er als Oberingenieur und Prokurist Leiter der Entwicklungs- und der Patent-Abteilung der Gesellschaft für Linde's Eismaschinen Aktiengesellschaft in Wiesbaden, deren Vorstand bzw. Aufsichtsrat er später auch angehörte.
1934 habilitierte Kurt Nesselmann sich an der Technischen Hochschule Berlin-Charlottenburg und lehrte dort bis 1945 als Privatdozent Höhere Thermodynamik und Kältetechnik. 1951 wurde er an die TH Karlsruhe umhabilitiert und dort 1953 außerplanmäßiger Professor. Im darauffolgenden Jahr folgte Nesselmann seinem ehemaligen Lehrer Rudolf Plank als ordentlicher Professor für Technische Thermodynamik sowie Direktor des Maschinenlaboratoriums und des Kältetechnischen Instituts der TH Karlsruhe nach. Von 1956 bis 1958 war er Rektor der TH Karlsruhe. 1964 wurde er emeritiert.
Kurt Nesselmann war seit 1924 mit Waltraut (1897–1969), geborene Hantel, verheiratet. Das Ehepaar hatte zwei Söhne.
Kurt Nesselmann war Vorsitzender des Deutschen Kältetechnischen Vereins (DKV). Er war auch Mitglied des Vereins Deutscher Ingenieure (VDI). Er vertrat die Bundesrepublik Deutschland beim Internationalen Kälteinstitut in Paris.

## Schriften (Auswahl)
- Untersuchungen über die Wohl'sche Zustandsgleichung,  besonders  in  bezug  auf  einige  thermische  Grössen  des  Wasserdampfes. Dissertationsschrift. Danzig 1923.
- Die Grundlagen der Angewandten Thermodynamik. Springer, Berlin/Göttingen/Heidelberg 1950.
- Die Kältetechnik in Praxis, Forschung und Lehre. C. F. Müller, Karlsruhe 1957.